# Busnetwerk van Berlijn

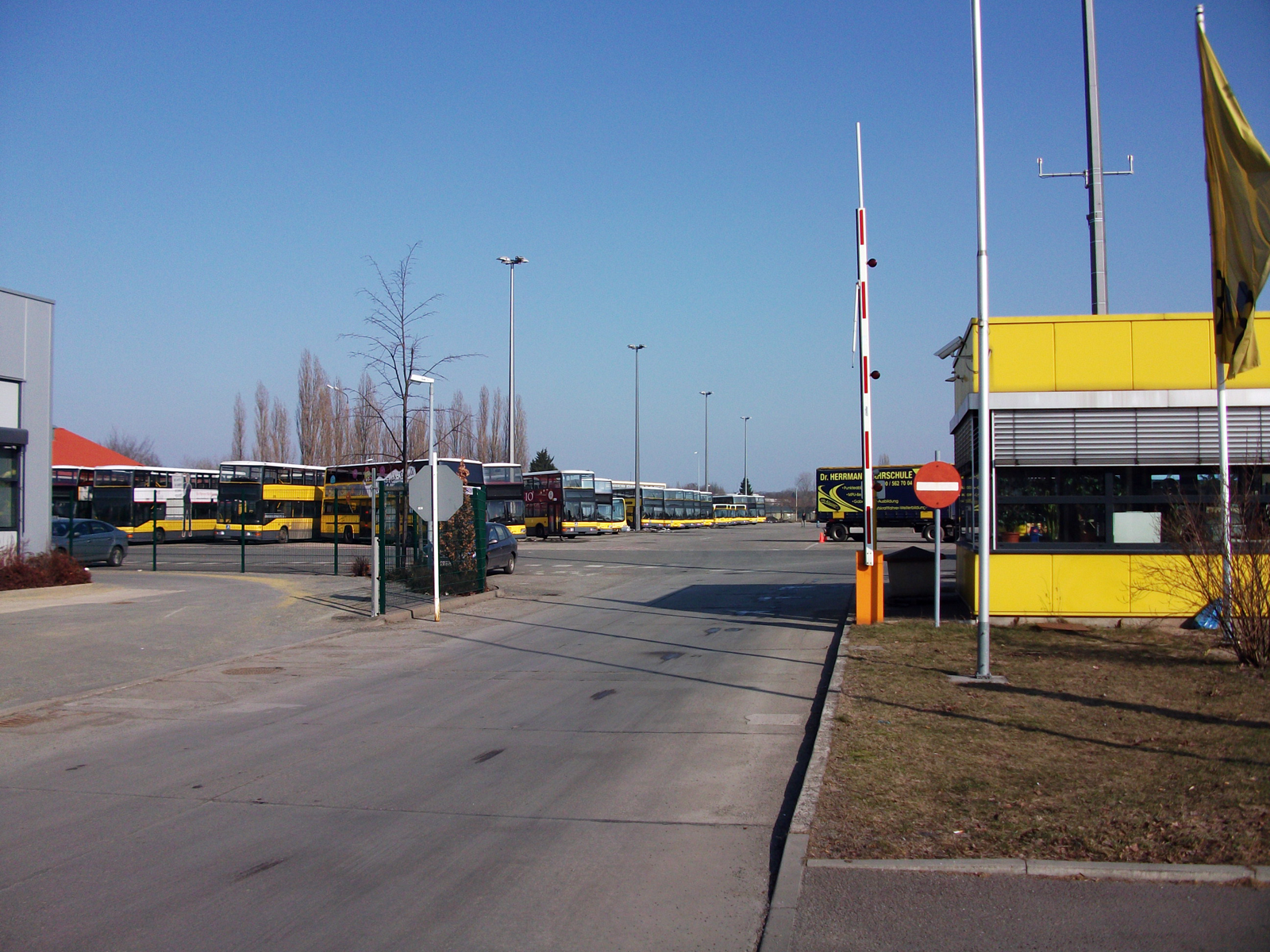
Het busdepot aan de Indira-Gandhi-Straße in Alt-Hohenschönhausen

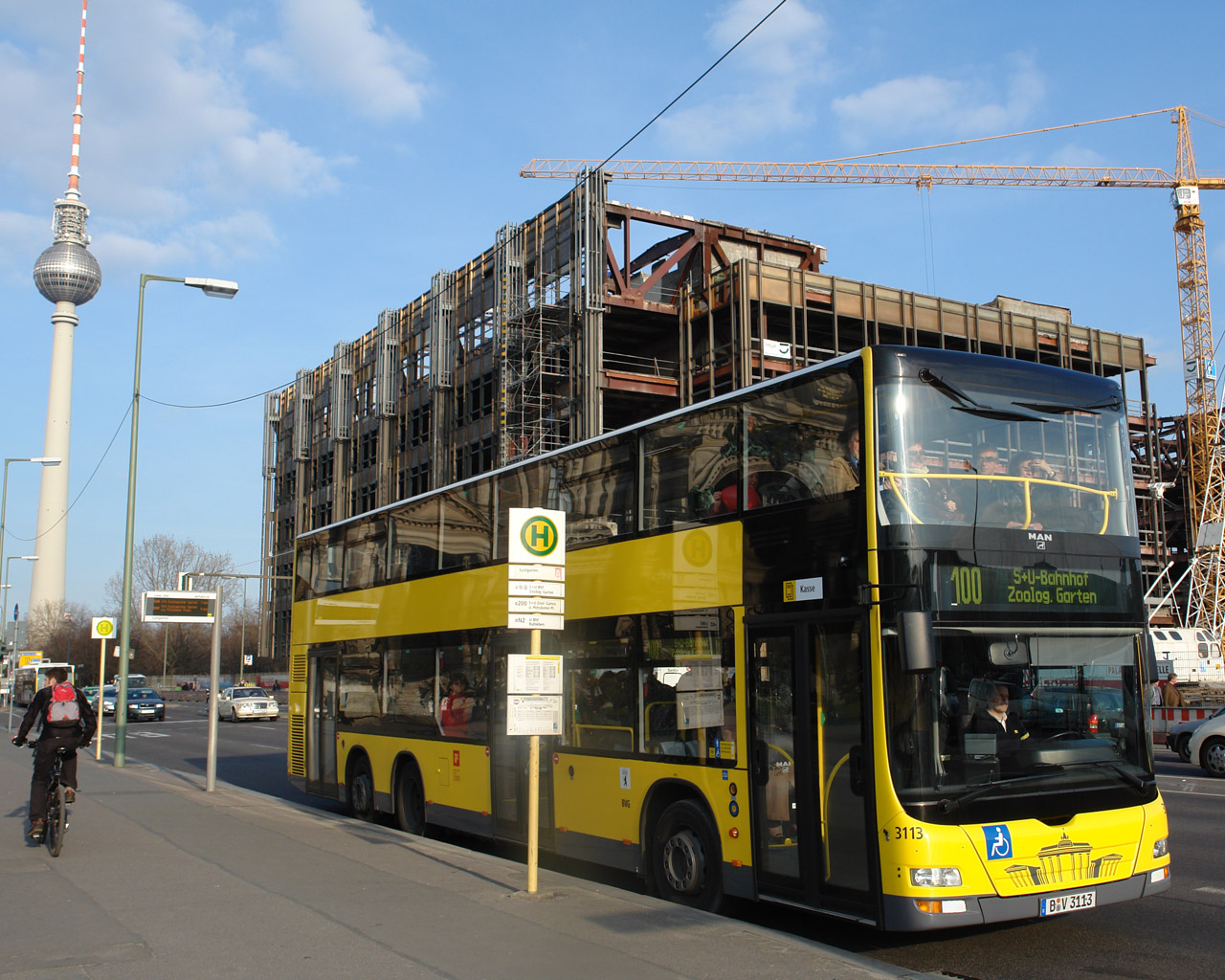
Een dubbeldekker op lijn 100 ter hoogte van het Palast der Republik ten tijde van de afbraak

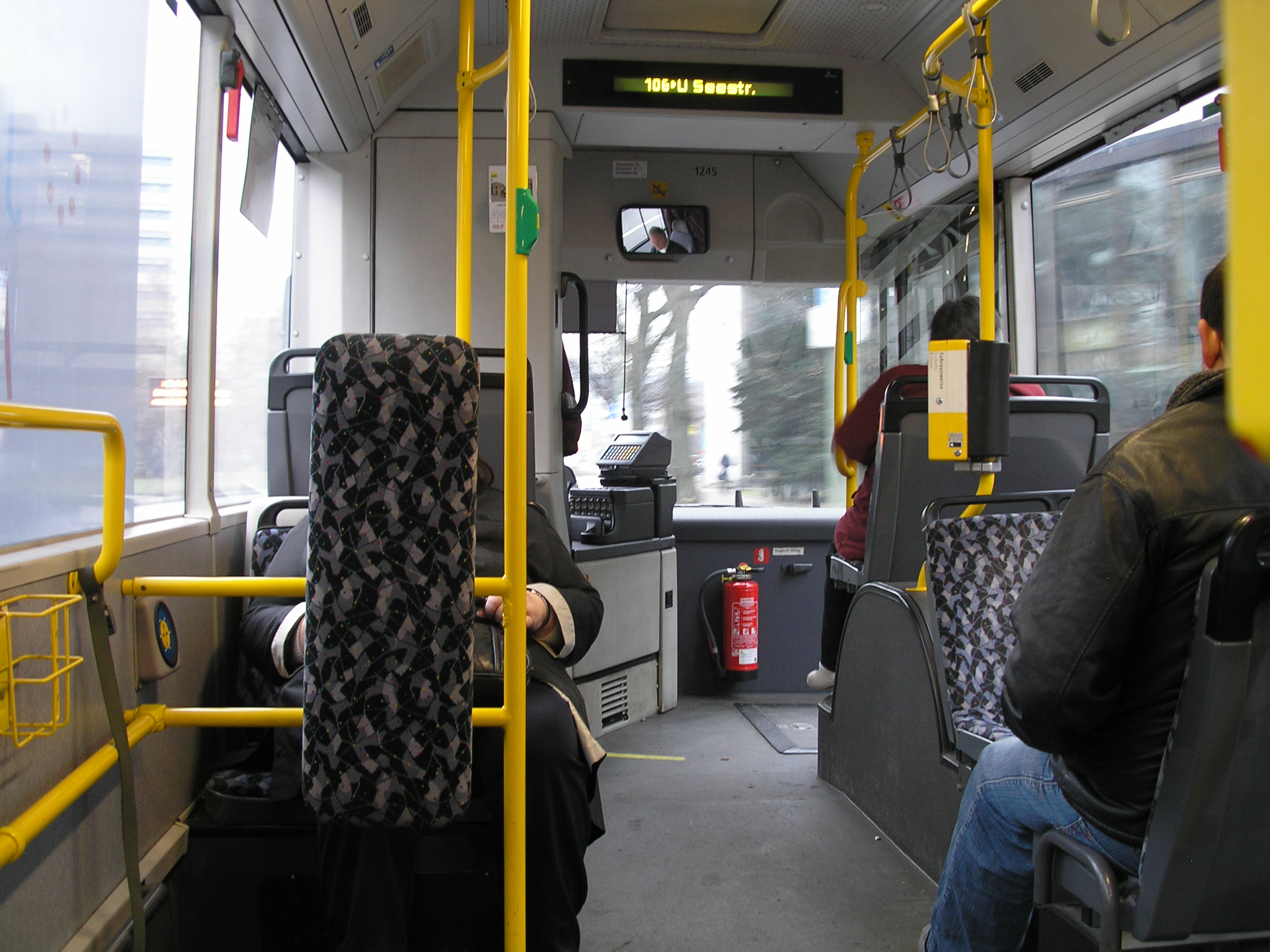
Interieur van een moderne bus

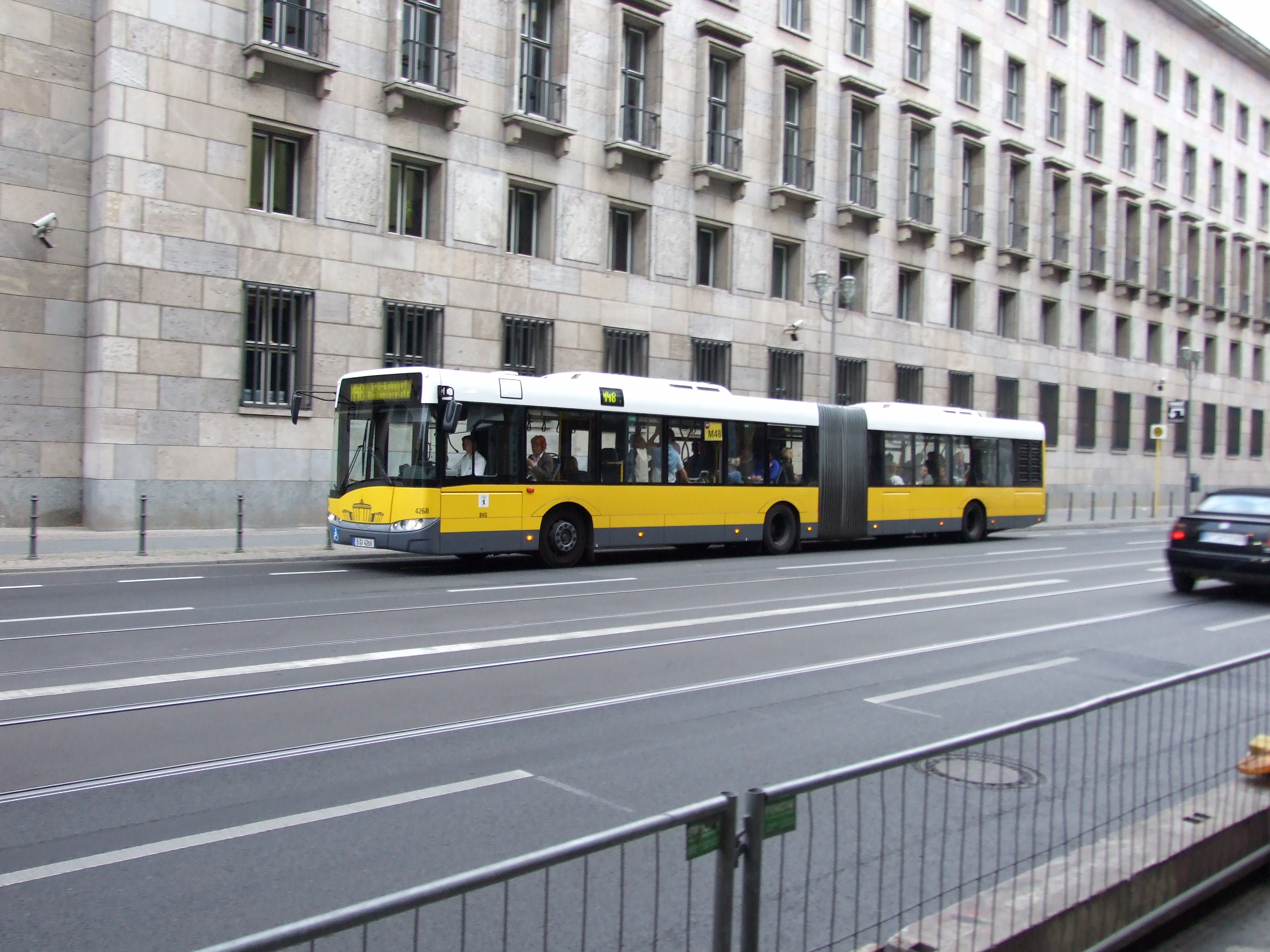
Een gelede bus in Mitte

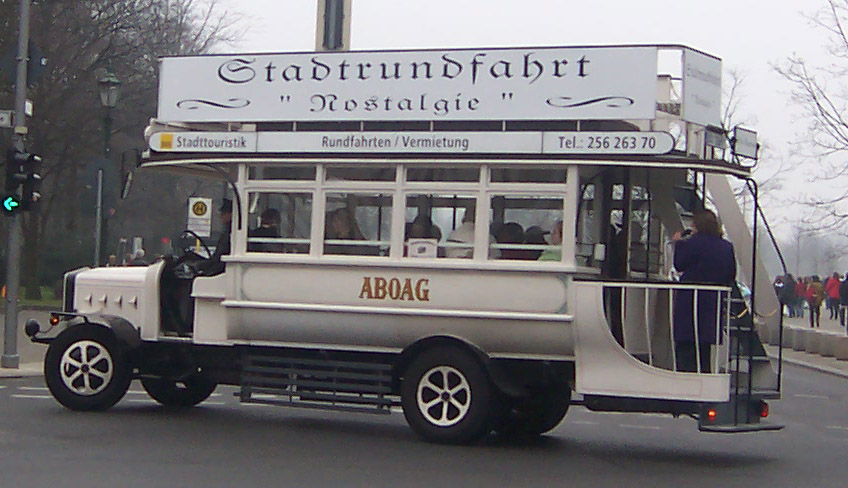
Een oude ABOAG bus in gebruik voor een toeristische route

Busvervoer is de oudste methode van openbaar vervoer in de Duitse hoofdstad Berlijn. De bus werd voor het eerst geïntroduceerd in 1846. Het openbaar  vervoer per bus wordt sinds 1929 uitgevoerd door de BVG. Tijdens de deling van de stad was het bedrijf uitsluitend actief in West-Berlijn. De vloot van BVG bestaat uit 1.300 voertuigen die per dag 300.000 kilometer afleggen.

## Geschiedenis
Op 30 oktober 1846 startte de eerste diensten van de Concessionierte Berliner Omnibus-Compagnie. In 1868 werd er een nieuw bedrijf met de naam ABOAG (Allgemeinen Berliner Omnibus Actien Gesellschaft) gestart dat op 1 januari 1929 fuseerde met andere openbaar vervoersbedrijven tot de BVG.
Na de val van de Berlijnse Muur was het voor de BVG niet langer mogelijk om om te kunnen gaan met het verkeer, dus werden er opnieuw losse bussen van andere transportbedrijven en 100 gehuurde bussen ingezet. Het 3-nummerige systeem werd gecombineerd en ingevoerd op 2 juni 1991, vlak voor de samenvoeging op 1 januari 1992.

## Routes

### Normale bussen
Het grootste deel van het busnetwerk, ongeveer 120 lijnen, bestaat uit gewone bussen. Deze lijnen zijn genummerd van 100 tot 399. De bekendste lijn is lijn 100 die dient als toeristische route van het Alexanderplatz naar de Zoologischer Garten Berlin via vele Berlijnse bezienswaardigheden. De bussen die de voorsteden met de stad verbinden, opereren buiten Berlijn en niet bij de BVG, zijn ook onderdeel van hetzelfde tariefgebied als het Berlijnse openbaar vervoer.
Elke buslijn bestaat uit 3 cijfers. Het tweede cijfer geeft aan in welke wijk de lijn loopt: 
- 0 = via meer dan 1 of 2 wijken
- 1 = lijn in de voormalige wijken Wilmersdorf en Zehlendorf (deel van Steglitz-Zehlendorf)
- 2 = lijn in het district Reinickendorf
- 3 = lijn in het district Spandau
- 4 = lijn in de districten Mitte en Friedrichshain-Kreuzberg
- 5 = lijn in het district Pankow en het voormalige district Hohenschönhausen
- 6 = lijn in het district Treptow-Köpenick
- 7 = lijn in de districten Tempelhof-Schöneberg en Neukölln
- 8 = lijn in het voormalige district Steglitz (deel van Steglitz-Zehlendorf)
- 9 = lijn in het district Marzahn-Hellersdorf en het voormalige district Lichtenberg

### MetroBus
Het MetroBus netwerk bestaat uit 19 lijnen die elke 10 minuten rijden met een 24-uurs service. In tegenstelling tot andere buslijnen, worden ze weergegeven op kaarten van tram van Berlijn en op enkele spoorkaarten in de stad.
De MetroBus bestaat per 12 december 2021 uit de volgende lijnen:
- M11: Dahlem-Dorf - Schöneweide
- M19: Grunewald - Mehringdamm
- M21: Rosenthal - Jungfernheide
- M27: Pankow - Jungfernheide
- M29: Grunewald - Hermannplatz
- M32: Rathaus Spandau - Dallgow-Döberitz, Havelpark
- M36: Wilhelmstadt - Haselhorst
- M37: Spandau Waldkrankenhaus - Staaken
- M41: Sonnenallee - Hauptbahnhof
- M43: Berliner Straße - Stralau
- M44: Buckow - Hermannstraße
- M45: Spandau - Zoologischer Garten
- M46: Zoologischer Garten - Britz-Süd
- M48: Zehlendorf - Mohrenstraße
- M49: Heerstraße/Nennhauser Damm - Zoologischer Garten
- M76: Walter-Schreiber-Platz - Lichtenrade
- M77: Marienfelde, Waldsassener Straße - Alt-Mariendorf
- M82: Marienfelde, Waldsassener Straße - Rathaus Steglitz
- M85: Lichterfelde Süd - Hauptbahnhof

### ExpressBus
De Expressbussen zijn 13 snelle lijnen die voornamelijk de functie hebben om het vliegveld te bereiken of een snelle link bieden tussen de voorsteden en het stadscentrum met minder stops. De lijnen zijn:
- X7: Luchthaven BER Terminal 1-2 - Rudow
- X10: Zoologischer Garten - Teltow, Rammrath-Brücke
- X11: Krumme Lanke - Schöneweide
- X21: Märkisches Viertel, Quickborner Straße - Jakob-Kaiser-Platz
- X33: Märkisches Viertel, Wilhelmsruher Damm - Rathaus Spandau
- X34: Kladow - Zoologischer Garten
- X37: Falkensee - Ruhleben
- X49: Staaken - U Wilmersdorfer Str. / S Charlottenburg
- X54: Pankow - Hellersdorf
- X69: Marzahn - Köpenick, Müggelschlößchenweg
- X71: U Alt Mariendorf - Luchthaven BER Terminal 1-2
- X76: Walter-Schreiber-Platz - Lichtenrade
- X83: Königin-Luise-Straße/Clayallee - Lichtenrade

### Nachtbussen
Het netwerk van nachtbussen (N1-N9) in Berlijn bestaat uit 45 lijnen die deels de Metro van Berlijn vervangt in doordeweekse avonden. Daarnaast zijn er voorstadlijnen die routes aanbieden die overdag niet rijden.

## Andere netwerken
Naast de busdiensten van de BVG en andere lokale bedrijven zijn er ook honderden private toeristenbussen. Het hoofdbusstation van Berlijn is het Zentraler Omnibusbahnhof Berlin ook bekend als ZOB. Dit busstation ligt in het westen van de stad in het district Charlottenburg-Wilmersdorf en ligt nabij het metrostation Kaiserdamm en het S-bahn station Station Messe Nord/ICC.

## Vloot

### Vloot BVG
In 2015 bestond de vloot van BVG uit 1.300 bussen.
Normale bussen
| Aantal | Producent     | Type                    | Capaciteit | Lengte | Foto |
| ------ | ------------- | ----------------------- | ---------- | ------ | ---- |
| 77     | Mercedes-Benz | EN02 Citaro             | 60-70      | 12 m   |      |
| 9      | MAN           | EN03 Lion's City A21    | 60-70      | 12 m   |      |
| 30     | Mercedes-Benz | EN05 Citaro             | 60-70      | 12 m   |      |
| 80     | Mercedes-Benz | EN06 Citaro             | 60-70      | 12 m   |      |
| 150    | Mercedes-Benz | EN09 Citaro LE          | 60-70      | 12 m   |      |
| 2      | VDL           | EN12 Citea LLE-120      | 60-70      | 12 m   |      |
| 40     | VDL           | EN15 Citea LLE-120      | 70         | 12 m   |      |
| 4      | Solaris       | EN15 Urbino 12 electric | 60-70      | 12 m   |      |
| 406    |               |                         |            |        |      |

Verlengde bus
| Aantal | Producent     | Type          | Capaciteit | Lengte | Foto |
| ------ | ------------- | ------------- | ---------- | ------ | ---- |
| 67     | Mercedes-Benz | LN02 Citaro L |            | 15 m   |      |
| 67     |               |               |            |        |      |

Gelede bus
| Aantal | Producent     | Type                   | Capaciteit | Lengte | Foto |
| ------ | ------------- | ---------------------- | ---------- | ------ | ---- |
| 32     | MAN           | GN03 Lion´s City G A23 | <99        | 18 m   |      |
| 36     | Mercedes-Benz | GN03 Citaro G          | <99        | 18 m   |      |
| 130    | Solaris       | GN05 Urbino 18         | <99        | 18 m   |      |
|        | Solaris       | GN07 Urbino 18         | <99        | 18 m   |      |
| 46     | Solaris       | GN08 Urbino 18         | 99         | 18 m   |      |
| 40     | Solaris       | GN09 Urbino 18         | 99         | 18 m   |      |
| 70     | Scania        | GN14 Citywide LFA      | 99         | 18 m   |      |
|        | Scania        | GN15 Citywide LFA      | 99         | 18 m   |      |
| 416    |               |                        |            |        |      |

Dubbeldekker
| Aantal | Producent        | Type                | Capaciteit | Lengte | Foto |
| ------ | ---------------- | ------------------- | ---------- | ------ | ---- |
| 1      | MAN              | DL04 Lion’s City DD | 110        | 13,7 m |      |
| 103    | MAN              | DL05 Lion’s City DD | 110        | 13,7 m |      |
| 103    | MAN              | DL07 Lion’s City DD | 110        | 13,7 m |      |
| 105    | MAN              | DL08 Lion’s City DD | 110        | 13,7 m |      |
| 104    | MAN              | DL09 Lion’s City DD | 110        | 13,7 m |      |
| 1      | VDL              | DN15 Citea DLF 114  | 97         | 11,4 m |      |
| 1      | Scania           | DN15 Citywide LFDD  | 88         | 10,9 m |      |
|        | Alexander Dennis | Enviro 500 MMC      |            | 12.9 m |      |
| 418    |                  |                     |            |        |      |

Toekomstige bussen
| Aantal | Producent        | Type           | Capaciteit | Lengte | Foto |
| ------ | ---------------- | -------------- | ---------- | ------ | ---- |
| 70-430 | Alexander Dennis | Enviro 500 MMC | 80 Seated  | 13.8m  |      |
| 200    |                  |                |            |        |      |